# Legio I Valentiniana
Legio I Valentiniana (I Валентиніанів легіон) — римський легіон часів пізньої Римської імперії.

## Історія
Створений у 2-й половині III ст., проте немає точних відомостей, коли саме. За однією версією, легіон утворив імператор Валентиніан I (у 360-х роках) для захисту Рейнського кордону від германських племен. За іншою — Валентиніан II після придушення заколоту узурпатора Магна Максима у 388 році. За ім'ям одного з цих імператорів легіон і отримав свою назву. Його було сформовано разом із Legio II Valentiniana.
Він підпорядковувався Арбоґасту в боротьбі з франками. Надалі залишався у Галлії під час повалення Валентиніана II та правління узурпатора Євгенія. Після поразки останнього у 394 або 395 році за наказом імператора Феодосія I легіон було відправлено до Єгипту — в м. Коптос.
Відповідно до «Переліку почесних посад» (Notitia Dignitatum) на початку V ст. легіон продовжував базуватися у Коптосі, де виконував обов'язки псевдокомітатів (польової піхоти) та лімітанів (прикордонників) для захисту від кочівників і придушення можливих заворушень. Підпорядковувався дуксу Фіваїди. Про існування легіону в часи Візантійської імперії відомостей немає.